# Ronke Odusanya
Ronke Odusanya es una actriz productora de cine y artista teatral nigeriana.

## Biografía
Odusanya nació el 3 de mayo de 1973 en el estado de Ogun.
Comenzó su educación en St. Benedict Nursery & Primary School y continuó en el Federal Government Girls College, Akure. Asistió a la Universidad Olabisi Onabanjo, donde obtuvo una licenciatura en comunicación de masas.

## Carrera profesional
Debutó como actriz a los 16 años y profesionalmente a los 28 años. Fue llamada "Flakky Idi Dowo" después de su participación en la película de Fathia Balogun como "Folake" en 2006. Debutó en Nollywood en la película yoruba de 2001, "Baba Ologba". Ha participado en varias películas nigerianas como "Jenifa" en la que interpretó el papel de Becky, Twisted y A Girl's Note, entre otras. Fue nominada a Mejor Actriz Protagónica (Yoruba) en los Premios Best of Nollywood 2017 por su papel en la película Ailatunse.

## Filmografía seleccionada
- Twisted (2007)[9]
- Jenifa (2008)
- Láròdá òjò (2008)
- Eekan soso (2009)
- Emi Nire Kan (2009)
- Astray (Isina)  (2016)
- A Girl's Note (2016)
- Asake Oni Bread (2016)
- The Stunt (2017)
- Ayomide (2017)
- Obsession (2017)
- Ailatunse (2017)
- Olorire (2018)
- Owo Agbara (2018)

## Premios
| Año  | Premiación                | Categoría                         | Título    | Resultado | Ref.   |
| ---- | ------------------------- | --------------------------------- | --------- | --------- | ------ |
| 2017 | Premios Best of Nollywood | Mejor Actriz Protagónica (Yoruba) | Ailatunse | Nominada  | [ 16 ] |